# Amphiblemma
Amphiblemma là một chi thực vật thuộc họ Melastomataceae. Chi này có các loài sau (tuy nhiên danh sách này có thể chưa đủ):
- Amphiblemma amoenum, Jacques-Felix